# Automobilfabrik Weidmann & Cie.
Die Automobilfabrik Weidmann & Cie. war ein Schweizer Hersteller von Automobilen.

## Unternehmensgeschichte
J. Weidmann gründete 1905 an der Brunaustraße 95 in Zürich das Unternehmen zur Produktion von Automobilen und Zubehör. Insbesondere Mehrscheibenkupplungen wurden an viele Automobilhersteller aus dem In- und Ausland geliefert. Der Markenname der Automobile lautete Brunau-Weidmann. Pläne, 1907 an der Fahrt von Peking nach Paris teilzunehmen, wurden nicht umgesetzt. 1908 endete die Produktion unter eigenem Markennamen. Außerdem fertigte das Unternehmen teilweise Fahrzeuge für Automobiles Helios und die Fischer-Wagen AG.

## Fahrzeuge
Zunächst entstanden Nutzfahrzeuge, darunter das Modell 16/20 PS als zehnsitziger Omnibus, vorgestellt 1906 auf dem zweiten Genfer Auto-Salon. 1907 erschienen die Personenwagenmodelle Alpina als 14/18 PS und 20/24 PS. Diese Modelle hatten einen Vierzylinder-Monoblockmotor und Kardanantrieb.